# Lijst van voetbalinterlands China - Colombia (vrouwen)
Deze lijst van voetbalinterlands is een overzicht van alle officiële voetbalinterlands tussen de nationale vrouwenteams van China en Colombia. De landen hebben tot nu toe twee keer tegen elkaar gespeeld.

## Wedstrijden
| № | Plaats     | Datum           | Competitie                                    | Wedstrijd        | Uitslag |
| - | ---------- | --------------- | --------------------------------------------- | ---------------- | ------- |
| 1 | Foshan     | 23 januari 2018 | Four Nations Women's Football Tournament 2018 | Colombia − China | 0 − 2   |
| 2 | Logan City | 17 juli 2023    | Vriendschappelijk                             | China − Colombia | 2 − 2   |

## Samenvatting
| Competitie                               | Totaal gespeeld | Winst China | Gelijk | Winst Colombia | Doelsaldo China – Colombia |
| ---------------------------------------- | --------------- | ----------- | ------ | -------------- | -------------------------- |
| Four Nations Women's Football Tournament | 1               | 1           | 0      | 0              | 2 − 0                      |
| Vriendschappelijk                        | 1               | 0           | 1      | 0              | 2 − 2                      |
| Totaal                                   | 2               | 1           | 1      | 0              | 4 − 2                      |